# 마이크로소프트 대 마이크로소프트
마이크로소프트 대 마이크로소프트(Microsoft 대 MikeRoweSoft)는 마이크로소프트와 캐나다의 고등학생 마이크 로(Mike Rowe) 사이의 "MikeRoweSoft.com".이라는 도메인을 둔 법적 분쟁이다. 이 사건은 캐나다 12학년 학생의 웹디자인 사업에 대한 마이크로소프트의 지나치게 과격한 대응과 잇따른 마이크에 대한 인터넷 커뮤니티의 지지로 국제적으로 언론의 관심을 끌었다. 결국 마이크의 도메인 소유권과 마이크로소프트의 상품과 교육을 교환하는 것으로 합의했다.

## 배경
도메인 MikeRoweSoft.com 은 처음에 캐나다의 학생 마이크 로가 2003년 8월에 등록했다. 마이크는 웹사이트를 웹디자인 사업용으로 만들었고 그의 이름 뒤에 "소프트"라는 단어를 붙이면 재미있으리라는 생각에서 도메인을 골랐다. 마이크로소프트는 그 이름의 발음이 회사의 상표와 유사하다는 이유로 상표 침해로 보고 도메인을 포기할 것을 요구했다. 2004년 1월 14일 마이크로소프트 캐나다 법적 대리인 Smart & Biggar에서 편지를 받은 후 마이크는 도메인 포기에 대한 보상을 요구하는 응답을 했다.
마이크로소프트는 마이크의 현금지불경비에 해당하는 도메인 등록비인 10 달러를 지불하겠다고 제안했다. 마이크는 10000 달러를 요구하는 것으로 응수했는데, 마이크로소프트의 처음 10달러 제안에 매우 화가 났기 때문이라고 이후에 설명했다. 마이크로소프트는 그 요구를 거절하고 25쪽에 달하는 정지요구를 보냈다. 마이크로소프트는 예전에 도메인 사냥꾼들을 처리하던 식으로 대형 금융 합의에 억지로 끼어넣기 위해 마이크를 고소했다.

## 언론의 보도와 화해
마이크는 언론사를 통해 이 사실을 공포하고 그의 사건에 대해 도움을 받기 위해 6000달러가 넘는 기부와 변호사의 무료 조언을 받았다. 이 사실이 알려지고 24시간 동안 25만건의 페이지 열람이 일어나 마이크는 웹사이트를 닫고 더 많은 트래픽을 지원하는 서비스 제공자로 옮겨야 했다. 이 사건은 다윗과 골리앗의 싸움으로 언론에 알려지면서, 마이크로소프트를 부정적인 쪽으로 묘사하였다. 이 결과로 생긴 나쁜 평판은 나중에 마이크로소프트사의 홍보 실수로 설명되었다. 그 후 대중의 지지에 힘입은 마이크는 결국에는 마이크로소프트와 합의를 이끌어 내었다.
2004년 1월 말에, 이 사건의 당사자들은 법정밖에서 합의를 보기로 하면서 마이크로소프트가 도메인을 관리하겠다고 밝혔다.
마이크로소프트는 마이크 로에게 새로운 웹사이트 MikeRoweforums.com 제작과 트래픽 비용을 지불하기로 합의했다. 또 마이크로소프트는 마이크에게 마이크로소프트 개발자 네트워크에 가입시켜주고 마이크와 그 가족이 마이크로소프트 본사가 있는 워싱턴주 레드몬드에서 열린 마이크로소프트 기술연구 집회에 가는 여행비용을 전부 지불했으며, 마이크로소프트 인증 프로페셔널 교육을 시켜줬으며, 마이크 로가 선택한 게임과 엑스박스를 끼워줬다.온라인 투표뒤에, 마이크는 그가 모은 기부금을 어린이 병원에 기부를 하였으며, 기부하고 남은 돈은 자신의 대학교육을 위해서 쓸것이라고 했다.

## 그밖의 전개
마이크로소프트와 소송이 끝난후, 마이크는 이베이에 그가 소송중 겪은 내용을 올렸다. 여기엔 단념하라는 편지와 함께 세계 지적 재산권 기구의 등록상표에 관한 얇은 책, 그와 마이크로소프트간의 웹페이지와 전자우편등이 담겨있었다. 이 경매는 50만건의 페이지 열람 기록을 세우며, 20만 달러가 넘는 입찰가를 보였다. 높은 입찰가가 책정된건 사기였다고 밝혀지게 되고, 경매는 초기 입찰자에 한해서 진행되었다. 500달러로 시작한 입찰가는 결국 1037 달러에 낙찰되었다.
마이크로소프트는 나중에 자신들의 등록상표를 지키기 위해서 호전적으로 굴었다고 인정했다. 이 사건에 대해서 Out-Law.com의 편집 발행인인 Struan Robertson은 마이크로소프트가 좁은 선택권을 가졌지만, 그 사건이 경미하고, 그들의 등록상표에 대한 침해를 보였을 때 속행했다고 시사했다. 또한 마이크로소프트가 그 사이트를 알고도 무시했을시에, 미래의 등록상표 침해때 소송할 권리를 빼앗길까봐 그랬다는 관점이 ZDNet에서 옹호되었다. 법적인 문제로 일어난 점에 대해서 Robertson은 마이크는 그의 실명을 이용해서 사이트를 만들었으며, 이걸 이용해서 마이크로소프트와 손잡을 생각이 아니었기에 그의 도메인을 지키기 위해 강한 반대를 했다고 생각했다.
이전에, mikerowesoft.com는 빙(Bing)에서 "mikerowesoft"를 검색한 페이지로 연결되었다. 현재, mikerowesoft.com는 마이크로소프트 사이트로 연결된다.